# Tomasz Gąsowski
Tomasz Józef Gąsowski (ur. 1947 w Krakowie) – polski historyk, profesor nauk humanistycznych (specjalności: historia Polski XIX–XX w., stosunki polsko-żydowskie). Pracownik Instytutu Historii Uniwersytetu Jagiellońskiego oraz kierownik Katedry Kultur Mniejszości Narodowych Akademii Ignatianum w Krakowie.

## Życiorys
W 1997 na podstawie rozprawy pt. Między gettem a światem. Dylematy ideowe Żydów galicyjskich na przełomie XIX i XX w. uzyskał stopień doktora habilitowanego. W 2003 otrzymał tytuł profesora nauk humanistycznych.
W 1989 był członkiem Małopolskiego Komitetu Obywatelskiego „Solidarność” i szefem kampanii wyborczej do Sejmu i Senatu w okręgu Kraków – śródmieście. Współzałożyciel Klubu Jagiellońskiego, Ośrodka Myśli Politycznej i Komitetu Konserwatywnego. Organizował w Krakowie Fundację Centrum Dokumentacji Czynu Niepodległościowego, której jest prezesem.
Był przewodniczącym Forum Prawicy Demokratycznej w Krakowie, zasiadał też we władzach Unii Demokratycznej i Unii Wolności. W 2001 był członkiem komitetu honorowego poparcia Prawa i Sprawiedliwości w wyborach parlamentarnych.
W 2009 za wybitne zasługi dla niepodległości Rzeczypospolitej Polskiej, za działalność na rzecz przemian demokratycznych, za osiągnięcia w służbie państwu i społeczeństwu w dziedzinie kultury, nauki, sportu, wymiaru sprawiedliwości został odznaczony Krzyżem Komandorskim Orderu Odrodzenia Polski. W 2001 wyróżniony odznaką „Zasłużony dla Sanoka” za starania przy powołaniu PWSZ w Sanoku. W 2025 został członkiem rady Państwowego Muzeum Auschwitz-Birkenau.
Jest członkiem Kapituły Medalu „Niezłomnym w słowie”.

## Wybrane książki
- Wojna polsko-bolszewicka: 1919–1920  (1990)
- Między gettem a światem. Dylematy ideowe żydów Galicyjskich na przełomie XIX i XX wieku (1996)
- Bitwy polskie (1999)
- Władysław Belina-Prażmowski (2020)